# 사타케 요시미네

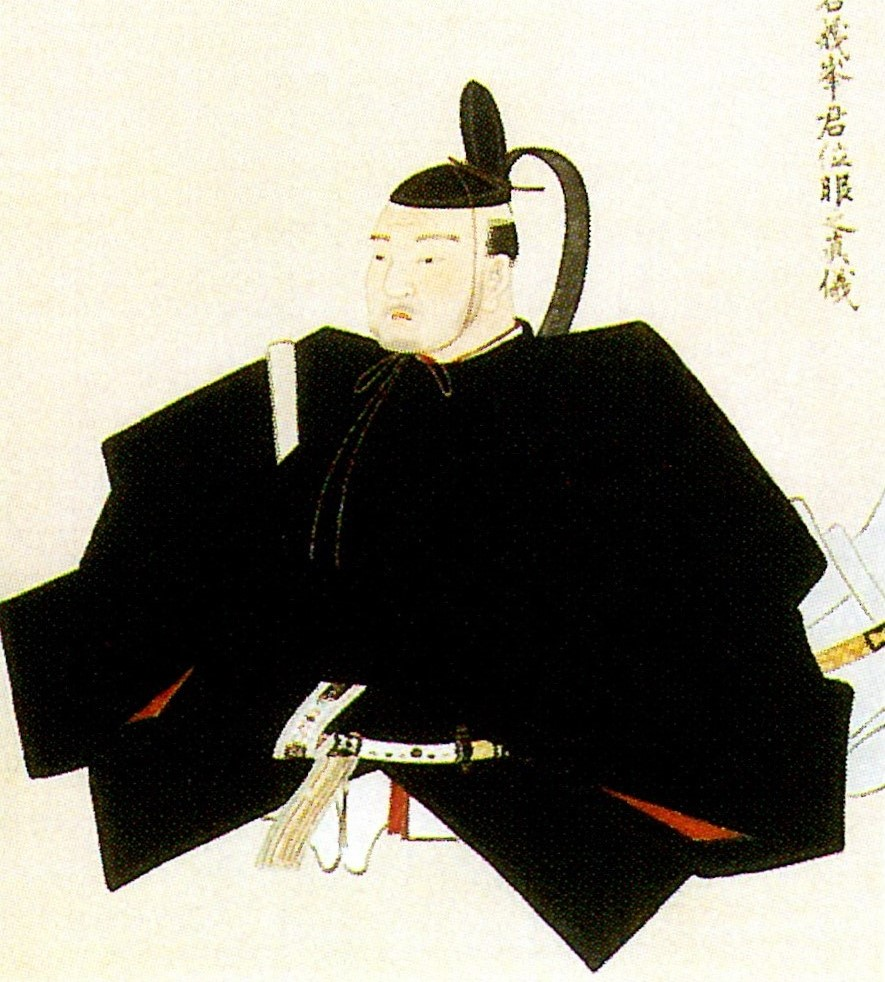
사타케 요시미네

사타케 요시미네(일본어: 佐竹義峯, 1690년 10월 14일 ~ 1749년 9월 21일)는 일본 에도 시대의 다이묘로, 구보타 번의 5대 번주이다. 어릴적 이름은 센주마루(仙寿丸), 모토메(求馬)이며, 초명은 요시야스(義恭)였다.
겐로쿠 3년(1690년), 아키타 신덴 번의 초대 번주 사타케 요시나가의 둘째 아들로 태어났다. 구보타 번의 3대 번주 사타케 요시즈미의 동생이다. 겐로쿠 15년, 쇼군 도쿠가와 쓰나요시를 알현하였다. 쇼토쿠 5년(1715년), 구보타 번의 4대 번주 사타케 요시타다의 양자가 되어 가문을 계승하였다. 그해에 쇼군 도쿠가와 이에쓰구를 알현하고, 종4위하, 시종, 우쿄노다이부(右京大夫)직에 서임되었다. 번주가 된 이후 요시미네는 검약령을 폐지하고 사치의 극을 달렸으며, 이로 인해 번 재정이 위험하게 되자 가신들의 녹봉을 빌리는 등의 미봉책을 일삼았다. 간엔 원년(1748년)에는 흉년까지 들어서 번 재정이 파탄 직전에 이르렀다. 이런 와중에 사타케 가문 본가와 분가 사이의 상속권을 둘러싼 대립이 격화되면서 훗날 일어날 아키타 소동의 원인이 생겨났다. 요시미네는 간엔 2년(1749년)에 60세의 나이로 사망하였고, 양자 사타케 요시마사가 그 뒤를 이었다.
| 전임 사타케 요시타다 | 제5대 구보타 번 번주 1715년 ~ 1749년 | 후임 사타케 요시마사 |